# Santissimi Nomi di Gesù e Maria in Via Lata (titre cardinalice)
La diaconie cardinalice attachée aux Santissimi Nomi di Gesù e Maria in Via Lata (Très saints noms de Jésus et Marie sur la Via Lata) est érigée par le pape Paul VI le 7 juin 1967 dans la constitution apostolique More institutoque et rattachée à l'église Gesù e Maria qui se trouve dans le Rione di Campo Marzio (le « Quartier du Champ de Mars » antique) au centre de Rome.

## Titulaires
- Justinus Darmojuwono, titre pro illa vice (1967-1994)
- Avery Dulles, S.J. (2001-2008)
- Domenico Bartolucci (2010-2013)
- Luigi de Magistris (2015-2022)
- Timothy Radcliffe, O.P. (depuis 2024)